# 12395 Richnelson
12395 Richnelson este un asteroid din centura principală de asteroizi.

## Descriere
12395 Richnelson este un asteroid din centura principală de asteroizi. A fost descoperit pe 8 februarie 1995 la Observatorul Siding Spring de David J. Asher. Asteroidul prezintă o orbită caracterizată de o semiaxă mare de 3,23 ua, o excentricitate de 0,05 și o înclinație de 21,1° în raport cu ecliptica.